# 櫻井·有吉 THE夜會
櫻井·有吉 THE夜會是2014年4月17日開始TBS電視台系列毎週四晚上22:00 ~ 23:07（JST）播出的綜藝節目。櫻井翔（嵐）和有吉弘行的冠名節目。2016年3月24日前节目名称为《櫻井有吉的危險夜會》（日语：櫻井有吉アブナイ夜会）。

## 概要
前製作節目『今、この顔がスゴい!』櫻井和有吉的主持。本節目是有別於『今、この顔がスゴい!』兩人的冠名節目。

## 出演人員

### 主持
夜會主持
- 櫻井翔（嵐）

永久會員
- 有吉弘行

## 相關連結
- 今、この顔がスゴい!

## 外部連結
- TBS『櫻井有吉アブナイ夜会』公式サイト （页面存档备份，存于）